# Destino San Javier
Destino San Javier es una banda musical argentina formada en 2015 por Paolo Ragone, Franco Favini y Bruno Ragone, siguiendo el legado del Trío San Javier luego del fallecimiento de Pedro Favini. Se consagraron en el Festival de Viña del Mar en 2019 ganando las dos categorías del certamen folklórico: Mejor intérprete y Mejor canción con Justo ahora. El mismo año ganan su primer Premio Gardel.

## Historia
El grupo nació en 2015, continuando el legado del Trío San Javier. Los tres miembros son hijos de integrantes de aquella banda. Luego del fallecimiento de Pedro Favini, 
El grupo hizo su debut en el Festival Jesús María el 9 de enero del 2015. Siendo los propios Pepe Ragone y Carlos Bazán quien les entrega el escenario para que comiencen a desarrollar su presentación. En aquel show estuvieron presentes Franco Favini (Hijo de Pedro Favini), Bruno Ragone (hijo de Pepe) y Nahuel Bazán (hijo de Carlos), este último, luego, sería remplazado por Paolo Ragone el otro hijo de Pepe Ragone. Conformando así definitivamente el Grupo.
En noviembre de 2016 firmaron un contrato con Sony Music y lanzaron su primer álbum con versiones de canciones del Trío San Javier y temas inéditos como Era tan bella y De mil amores. Dicho álbum contó con la participación de la cantante Soledad. 
En 2017 formaron parte de los principales festivales folklóricos de Argentina y realizaron presentaciones en teatros de la ciudad de Buenos Aires como el Teatro Opera y La Trastienda Club.
En octubre de 2018 grabaron un segundo álbum, titulado Instinto. La producción fue realizada en Coral Gables, Florida, Estados Unidos y Buenos Aires, Argentina. Participaron Nahuel Pennisi, Rolo Sartorio (vocalista de La Beriso) y Marcela Morelo. 
En 2019 representaron a Argentina con la canción Justo ahora en el certamen folklórico del Festival de Viña del Mar de Chile, y ganaron en las categorías de Mejor intérprete y Mejor canción, por lo que recibieron dos Gaviotas de Plata. El mismo año ganan un Premio Gardel como Mejor nuevo artista.
En el verano de 2020 realizaron más de 30 conciertos en Argentina, a pesar de tener que cancelar su gira en marzo por la pandemia de COVID-19. Durante la cuarentena, reunieron en la canción «Solo le pido a Dios» a referentes de la música de Argentina tales como León Gieco, Chaqueño Palavecino, Los Tekis, Sergio Galleguillo, Patricia Sosa, Marcela Morelo, Nahuel Pennisi, Ahyre, Fabricio Rodríguez, Nacho y Daniel, Los 4 de Córdoba, Lucio Rojas y Facundo Toro.
En el otoño de 2021 presentaron "No te rindas", canción compuesta por Claudia Brant y que formará parte del tercer álbum del grupo.

## Miembros
- Paolo Ragone
- Franco Favini
- Bruno Ragone

## Discografía
Álbumes de estudio
- 2016: Destino San Javier (Sony Music)
- 2018: Instinto (Sony Music)
- 2021: Amanece (Sony Music)

EP
- 2017: Festival de canciones

Sencillos
- 2016: «Te vengo a preguntar»
- 2018: «Amor de nadie»
- 2018: «Aunque ya no vuelva a verte»